# Кадырбаев, Ерлан Игелекович
Ерлан Игелекович Кадырбаев (каз. Ерлан Игілікұлы Қадырбаев; род. 5 октября 1991, Красноводск) — казахстанский футболист, защитник клуба «Каспий».

## Карьера
Воспитанник мангистауского футбола. Футбольную карьеру начал в 2008 году в составе клуба «Каспий». 27 ноября 2020 года в матче против клуба «Шахтёр» Караганда дебютировал в казахстанской Премьер-лиге.

## Достижения
«Каспий»
- Серебряный призёр Первой лиги Казахстана: 2019

## Клубная статистика
| Игровая карьера | Игровая карьера | Игровая карьера | Лига | Лига | Кубок | Кубок | Межд. | Межд. | Др. | Др. |
| --------------- | --------------- | --------------- | ---- | ---- | ----- | ----- | ----- | ----- | --- | --- |
| 2008            | Каспий          | Б               | —    | —    | —     | —     | —     | —     | —   | —   |
| 2009            | Каспий          | Б               | 5    | 0    | —     | —     | —     | —     | —   | —   |
| 2010            | Каспий          | Б               | 20   | 0    | —     | —     | —     | —     | —   | —   |
| 2011            | Каспий          | Б               | 23   | 0    | —     | —     | —     | —     | —   | —   |
| 2012            | Каспий          | Б               | 11   | 0    | 1     | 0     | —     | —     | —   | —   |
| 2013            | Каспий          | Б               | 24   | 1    | 2     | 0     | —     | —     | —   | —   |
| 2014            | Каспий          | Б               | 25   | 0    | —     | —     | —     | —     | —   | —   |
| 2015            | Каспий          | Б               | 16   | 0    | 2     | 0     | —     | —     | —   | —   |
| 2016            | Каспий          | Б               | 23   | 0    | 3     | 0     | —     | —     | —   | —   |
| 2017            | Каспий          | Б               | 21   | 0    | 2     | 0     | —     | —     | —   | —   |
| 2018            | Каспий          | Б               | 20   | 1    | 2     | 0     | —     | —     | —   | —   |
| 2019            | Каспий          | Б               | 22   | 0    | 2     | 0     | —     | —     | —   | —   |
| 2020            | Каспий          | А               | 2    | 0    | —     | —     | —     | —     | —   | —   |
| 2020            | Каспий М        | В               | 3    | 3    | —     | —     | —     | —     | —   | —   |
| 2021            | Каспий          | А               | —    | —    | —     | —     | —     | —     | —   | —   |
| 2021            | Каспий М        | В               | 19   | 1    | —     | —     | —     | —     | —   | —   |
| 2022            | Каспий          | А               | —    | —    | —     | —     | —     | —     | —   | —   |